# Халид, Мерадж
Мерадж Халид (урду معراج خالد‎) — пакистанский государственный деятель и левый философ. Был исполняющим обязанности премьер-министра Пакистана с 1996 по 1997 год.

## Биография
Родился в 1916 году в пригороде Лахора. После получения среднего образования он поступил в юридический колледж. Начал юридическую практику в 1948 году. Его общественно-политический активизм, сложившийся под влиянием марксистской литературы из СССР, начался с ликвидации неграмотности в родном селении.
Халид был избран в Провинциальную ассамблею в 1965 году. В 1967—1968 году он участвовал в создании и вступил в Пакистанскую народную партию, был близким соратником её лидера Зульфикара Али Бхутто. В 1970 году был избран в Национальную ассамблею.
В декабре 1971 года Зульфикар Али Бхутто включил Мераджа Халида в свой кабинет министров, назначив его министром продовольствия и сельского хозяйства, а затем министром юстиции. Позже он был избран спикером Национальной ассамблеи.
В апреле 1979 года был казнён Зульфикар Али Бхутто, а Халид был назначен членом Центрального Комитета Пакистанской народной партии. В январе 1988 года ушёл в отставку с этой должности и был вновь назначен спикером Национальной ассамблеи. Халид ушёл из политики в 1993 году, начав работать ректором Международного исламского университета.
Его отношения с Беназир Бхутто окончательно испортились, когда он публично обвинил её супруга Асифа Али Зардари в организации убийства её брата Муртазы Бхутто. После отставки Беназир Бхутто Халид Мерадж был назначен исполняющим обязанности премьер-министра в ноябре 1996 года и оставался у власти до февраля 1997 года.